# 児島玲子
児島 玲子（こじま れいこ、本名非公表、1974年7月20日 - ）は、日本の元タレント、元プロアングラー（釣り人）。元オフィス北野所属。

## 来歴
神奈川県横浜市都筑区出身。1994年頃より、雑誌『クリーム』等でお菓子系アイドルとして活動。その後、1998年にアサヒビールのイメージガールを務めた。当時、プロフィール上で「1976年生まれ」としていた事がある。
その後は、釣りに関するテレビ番組や雑誌を中心に活動した。
長年シマノのイメージガールを務めたが、契約契約満了に伴い2014年よりライバル社であるダイワ（株式会社グローブライド）とフィールドテスター契約を結んだ。
2016年9月にプロアングラー生活20周年記念写真集「児島玲子『沖釣りものがたり　海と、空と、太陽と、風と、魚と』（株式会社マガジン・マガジン）を発売。
2019年10月10日放送のBS日テレ「照英・児島玲子の最強！釣り馬鹿対決！」内において、2020年3月をもってプロアングラーを引退することを発表、その後は趣味で釣りを続けている。

## 主な活動

### キャンペーンガール等
- 第1回ミスヤングマガジン 準グランプリ（1996年）
- アサヒビールイメージガール（1998年）
- 富士フイルム FinePixイメージガール（1999年）
- シマノイメージガール（2000年 - 2011年）
- ダイワ（株式会社グローブライド）フィールドテスター（2014年 - 2020年）

### テレビ
- ゴルフ虎の穴（1996年、フジテレビ）
- 自遊派宣言（1997年、テレビ大阪）
- 釣り・ロマンを求めて（1997年 - 2010年7月24日、テレビ東京）
- グラビアの美少女 #028（1997年、MONDO21）
- 湘南発!わくわく釣り探訪（2007年 - 、J:COM湘南）
- 情熱大陸（2009年8月2日、毎日放送）
- 絶景!アイスランド釣紀行（2007年9月22日、BS-TBS）
- 地球!夢の楽園紀行〜fishing traveler〜（2008年2月4日 - 11日・2009年7月6日 - 13日、BS-TBS）
- にっぽん釣りの旅（2008年5月24日ほか、NHK-BShi）
- イージーフィッシャー（フジテレビONE） - #3はゲスト出演、#14からナビゲーターとして出演

- 課外授業 ようこそ先輩（2010年7月18日、NHK総合）
- 平成教育委員会2010・秋の学力大収穫祭スペシャル（2010年11月21日、フジテレビ）
- チャレンジ!ホビー『海のルアーフィッシング入門』（2011年10月3日 - 31日、NHK Eテレ）
- ザ・プレミアム『大アマゾン!怪魚ハンターが行く』（2014年6月21日、NHK BSプレミアム）
  - 怪魚ハンターが行く! 熱帯のジャングルで巨大魚を追う～パプアニューギニア～ (2019年10月23日)[2]
- THE フィッシング（2014年8月9日 - 2020年3月21日、テレビ大阪）
- 児島玲子の仁義なき釣り勝負（2016年12月27日、BS日テレ）
- 照英・児島玲子の最強!釣りバカ対決!!（2017年10月1日 - 2020年3月26日、BS日テレ） - MC[3]

### CM・広告
- セガ 『ドリームキャスト』 テレビCM（1998年）
- 富士フイルム テレビCM（1999年）
- ユニクロ 広告（2000年）
- 麒麟麦酒 『キリン一番搾り生ビール』テレビCM「江戸前天ぷら」篇（2007年）
- ヤマリア 『YAMASHITA』テレビCM
- モーリス 『VARIVAS』テレビCM
- ハウゼ テレビCM
- 三洋電機 『eneloop』テレビCM（2008年 - ）

### 単著
- 釣り浪漫（2011年11月30日、幻冬舎）ISBN 978-4344020962

### 監修
- 『釣りガール1年生』（2011年3月30日、泰文堂、イラスト：寺崎愛）ISBN 978-4803002423

### 写真集
- REIKO24時（1997年12月、GEO出版、撮影：増田賢一）ISBN 978-4876961627

### ムック
- チャレンジ！ホビー 初心者でも大丈夫！ルアーで海釣りをしよう（2011年9月23日、NHK出版）ISBN 978-4141897392
- 別冊つり丸 児島玲子『沖釣りものがたり 海と、空と、太陽と、風と、魚と』（2016年9月15日、マガジン・マガジン）ISBN 978-4896444711

### 雑誌
- アップル通信 1997年6月号（表紙）
- つり丸（連載中）

### ビデオ
- フィッシングビデオ 全6巻（1998年、山と渓谷）
- 釣王 フィッシング・キング（2000年3月24日、アンカー・ビジュアルネットワーク）
- フィッシング・キング 幻のモンスター・ブラウン編（2000年8月25日、ベンチャーフィルム＝ドーダクリエイティブ）
- ザ・ミノーイング 4 トラウトのミノーイング・完全版（テールウォーク）
- 児島玲子の宮古島ガーラトリップ（2005年2月、えい出版社）